# Radio Télévision Suisse
Radio Télévision Suisse (RTS, Szwajcarskie Radio i Telewizja) – oddział SRG SSR, szwajcarskiego publicznego nadawcy radiowo-telewizyjnego, odpowiedzialny za nadawanie kanałów w języku francuskim. Dodatkowo RTS jest nadawcą anglojęzycznej stacji radiowej World Radio Switzerland, co ma związek z faktem, iż we francuskojęzycznej części Szwajcarii swoje siedziby mają liczne organizacje międzynarodowe. 
W swojej dzisiejszej postaci organizacyjnej firma działa od 1 stycznia 2010 roku, kiedy to połączono odrębne wcześniej oddziały radiowe i telewizyjne. Część telewizyjna RTS oraz radio anglojęzyczne mają siedzibę w Genewie, natomiast audycje radiowe po francusku produkowane są w ośrodku w Lozannie.

## Kanały

### Telewizja
- RTS 1 – kanał ogólnotematyczny
- RTS 2 – kanał adresowany do młodzieży i kibiców sportowych
- RTS Info – kanał informacyjny

### Radio

#### Język francuski
- RTS Première – kanał ogólnotematyczny, z naciskiem na muzykę, informacje i kulturę
- RTS Espace 2 – kanał poświęcony muzyce klasycznej i tzw. kulturze wysokiej
- RTS Couleur 3 – kanał dla młodszych słuchaczy, prezentujący różne nurty muzyki popularnej
- RTS Option Musique – kanał prezentujący muzykę z krajów francuskojęzycznych, zwłaszcza z zachodniej Szwajcarii

#### Język angielski
- World Radio Switzerland – kanał przeznaczony dla cudzoziemców pracujących w Szwajcarii